# Heilig Hartbeeld (Lithoijen)
Het Heilig Hartbeeld is een standbeeld in de Nederlandse plaats Lithoijen, in de provincie Noord-Brabant.

## Achtergrond
Het Heilig Hartbeeld bij de Remigiuskerk werd gemaakt door beeldhouwer Jan Custers. Bij de onthulling op 6 juni 1924 werden saluutschoten gelost door de burgerwacht, waarna de inwijding door pastoor G.J.C. van Roy plaatsvond.
Het Hartbeeld werd in de loop der jaren enige malen verplaatst, maar kreeg in 2013 zijn plek bij de kerk terug.

## Beschrijving
Het beeld is een stenen, staande Christusfiguur in gedrapeerd gewaad. Hij houdt zijn beide handen zegenend geheven. Op zijn borst is het Heilig Hart zichtbaar, omwonden door een doornenkroon. 
Het beeld is geplaatst op een taps toelopende sokkel, waarop een plaquette is aangebracht met de tekst: 

h. hart van
JEZUS
zegen de parochie
LITHOIJEN
U toegewijd
19 6/6 24